# Gleysol

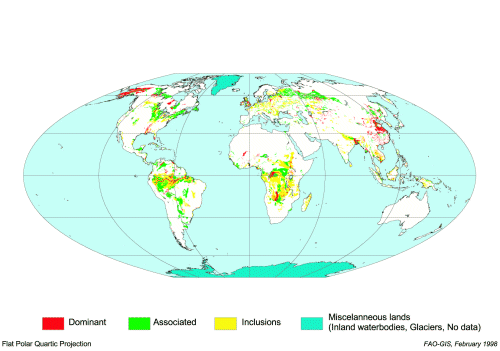
Distribution de gleysols

Le Gleysol est un sol de type de zone humide (sol hydrique) qui, à moins d'être drainé, est saturé d'eau souterraine pendant des périodes suffisamment longues pour développer une palette de couleurs gléiques caractéristiques rougeâtres, brunâtres ou jaunâtres à la surface des particules de sol et / ou dans les horizons supérieurs du sol mélangés à des couleurs grisâtres / bleuâtres à l'intérieur des peds et / ou plus profondément dans le sol.

## Description
Les gleysols sont présents dans une large gamme de compactions, principalement des sédiments fluviaux, marins et lacustres du Pléistocène ou de l'Holocène, ayant une minéralogie basique à acide. On les trouve dans les zones de dépression et à basse altitude avec des eaux souterraines peu profondes.
L'humidité est la principale limitation des gleysols vierges; ceux-ci sont couverts de végétation marécageuse naturelle et reposent au ralenti ou sont utilisés pour le pâturage extensif. Les Gleysols drainés artificiellement peuvent être utilisés pour les cultures arables, l'élevage laitier et l'horticulture. Les gleysols dans les régions tropicales et subtropicales sont largement plantés de riz .
Les gleysols occupent environ 720 millions d'hectares dans le monde. Ce sont des sols azonaux qui se rencontrent dans presque tous les climats. La plus grande proportion de gleysols se trouve dans le nord de la Russie, en Sibérie, au Canada, en Alaska, en Chine et au Bangladesh. On estime que 200 millions d'hectares de gleysols se trouvent sous les tropiques, principalement en région amazonienne, en Afrique équatoriale et dans les marécages côtiers d'Asie du Sud-Est .
Ils présentent une couleur de sol gris-bleu-gris en raison de leurs caractéristiques de zones humides anoxiques. Lors de l'exposition, comme le fer présent dans le sol s'oxyde, les couleurs se transforment en un motif marbré de taches rougeâtres, jaunes ou orange. Pendant la formation du sol (gleyification), l'apport d'oxygène dans le sol est limité en raison de l'humidité du sol à saturation. Les micro-organismes anaérobies soutiennent la respiration cellulaire en utilisant des alternatives à l'oxygène libre comme accepteurs d'électrons pour soutenir la respiration cellulaire. Lorsque les organismes anaérobies réduisent l'oxyde ferrique en oxyde ferreux, les composés minéraux réduits produisent la couleur typique du sol gleyifié. La rouille verte, un hydroxyde double en couches (LDH) de Fe (II) et Fe (III) peut être trouvée comme la fougerite minérale dans les sols gleyifiés.
Les sols gleyifiés peuvent être collants et difficiles à travailler, en particulier lorsque la gleyification est causée par de l'eau de surface retenue sur une couche lentement perméable. Cependant, certains sols de gley d'eau souterraine ont des horizons inférieurs perméables, y compris, par exemple, certains sables dans des creux de dunes de sable (connus sous le nom de slacks), et dans certaines situations alluviales .

## Gleyification
Les gleysols d'eau souterraine se développent là où le drainage est insuffisant car la nappe phréatique (surface phréatique) est élevée, tandis que la gleyfication des eaux de surface se produit lorsque l'apport de précipitations à la surface ne s'écoule pas librement à travers le sol. Un environnement réducteur existe dans les couches saturées, qui deviennent bleu grisâtre ou brun grisâtre en raison de sa teneur en fer ferreux et en matière organique. La présence de marbrures rougeâtres ou orange indique une réoxydation localisée des sels ferreux dans la matrice du sol et est souvent associée à des canaux radiculaires, des terriers d'animaux ou à la fissuration de la matière du sol pendant les périodes de sécheresse.
Les gleysols sont un groupe de référence dans la Base de référence mondiale pour les ressources en sols. Les sols présentant des processus redox dus à la montée des eaux souterraines sont également considérés comme des gleysols. Les sols à processus redox dus à l'eau stagnante appartiennent aux stagnosols et aux planosols .